# Книга джунглів
«Кни́га джу́нглів» (англ. «The Jungle Book») — збірка оповідань Редьярда Кіплінга. Оповідання написані Кіплінгом в 1893—1894 (і публікувалися в журналах), окремою книжкою вийшли наприкінці 1894 року.
Книжка складається з декількох оповідань в повчальній манері. Головні герої — тварини, а в більшості розповідей розповідається про Мауглі (Моуглі) — людське дитинча, виховане вовками. Кожна оповідь закінчується віршем-поемою.

## Про книгу

### Опис
Оповідання у книзі (а також у «Другій книзі джунглів», яка вийшла у 1895 році та містить ще вісім оповідань, зокрема п'ять про Мауглі) — це байки, в яких тварини, зображені в антропоморфній манері, навчають морального уроку. Вірші «Закону джунглів», наприклад, встановлюють правила безпеки окремих людей, сімей та громад. Кіплінг вклав у них майже все, що він знав або «чув чи бачив у снах про індійські джунглі». Інші читачі інтерпретували роботу як алегорії політики та суспільства того часу.

### Походження
Історії з «Книги джунглів» були частково натхненні давньоіндійськими байками, як-от «Панчатантра» та «Джатаки». Наприклад, старіша, наповнена мораллю версія оповідання Кіплінга «Ріккі-Тіккі-Таві» про мангусту і змію можна знайти у книзі 5 «Панчатантри». У листі до американського письменника Едварда Еверетта Гейла Кіплінг писав:
|                    | Ідея казок про звірів здається мені новою у тому розумінні, що це найдавніша та давно забута ідея. По-справжньому захопливі історії - це ті, які Бодгісаттва розповідає про свої попередні втілення і які завжди закінчуються красивою мораллю. Більшість місцевих мисливців в Індії сьогодні мислять значною мірою за принципом мозку тварини, і я відкрито "списував" їхні розповіді. |
| — Редьярд Кіплінг, | |

У листі Кіплінга 1895 році або близько того, за словами Елісон Флад у «Ґардіан», Кіплінг зізнався у запозиченні ідей й історій з «Книги джунглів»: «Я боюся, що весь цей код загалом був створений для задоволення „потреб справи“: хоча трохи з цього цілком запозичено з правил (південних) ескімосів про поділ здобичі», — написав Кіплінг у листі. «Насправді, дуже імовірно, що я допомагав собі безладно, але зараз не можу згадати, з чиїх історій я крав».

### Місце дії
У дитинстві Кіплінг жив в Індії, і дія більшості оповідань, очевидно, відбувається там, хоч і не зовсім ясно, де саме. Кіплінгівське товариство зазначає, що «Сіоні» (Сеоні, у центральному індійському штаті Мадг'я-Прадеш) згадується кілька разів; що «холодні лігва», мабуть, знаходяться у зарослих джунглях Чітторгарха; а дія першої історії про Мауглі відбувається десь у лісовому заповіднику у Північній Індії, на південь від Шімли. У ранній версії події у «Братах Мауглі» відбуваються на Араваллі у Раджастхані (північно-західна Індія), пізніше змінено на Сіоні, а Багіра мандрує з Оодейпура (Удайпур), що логічно для Араваллі, але занадто далека від Сеоні. Клімат Сеоні нагадує тропічну савану з сухим і дощовим сезонами, він сухіший за мусонний, і не підходить для тропічних джунглів. Лісисті парки та заповідники, які зазвичай асоціюються з оповіданнями, це парк Канха, штат Мадг'я-Прадеш, та національний парк Пенч, неподалік Сеоні. Проте Кіплінг ніколи там не бував.

## Оповідання збірки
- «Брати Мауглі» (оповідання)
  - «Hunting-Song of the Seeonee Pack» (поема)
- «Полювання Каа» (оповідання)
  - «Road-Song of the Bandar-Log» (поема)
- «Тигр! Тигр!» (оповідання)
  - «Mowgli's Song That He Sang at the Council Rock When He Danced on Shere Khan's Hide» (поема)
- «Білий котик» (оповідання)
  - «Lukannon» (поема)
- «Ріккі-Тіккі-Таві» (оповідання)
  - «Darzee's Chaunt (Song in Honour of Rikki-Tikki-Tavi)» (поема)
- «Маленький Тумаї» (оповідання)
  - «Shiv and the Grasshopper (The Song That Toomai's Mother Sang to the Baby)» (поема)
- «Слуги її високості» (оповідання)
  - «Parade-Song of the Camp Animals» (поема)

## Головні герої оповідань
- Мауглі — людське дитинча
- Багіра — чорна пантера, наставник Мауглі
- Балу — бурий ведмідь, наставник Мауглі
- Каа — старий пітон, наставник Мауглі
- Акела — ватажок зграї вовків
- Шерхан — кульгавий тигр, запеклий ворог Мауглі
- Табакі — шакал, помічник Шер-Хана
- Бандар-логи — скажені мавпи
- Ріккі-Тіккі-Таві — мангуст, головний герой однойменного оповідання

## Сюжети
- «Брати Мауглі» — перше оповідання циклу про людське дитинча Мауглі, яке потрапило в Джунглі і виховане зграєю вовків. Тут розказується про те, як Мауглі потрапив у вовчу зграю. Та яким чином Мати вовчиця, Балу, Багіра та Акела уберегли його від пазурів Шер-Хана.
- «Полювання Каа» — друге оповідання циклу про людське дитинча Мауглі. В цій частині розказується про викрадення Мауглі зграєю мавп-бандар-логів та яким чином його вдалося визволити. Тут вперше читач зустрічається з ще одним, майбутнім наставником людини-вовка — пітоном Каа, який і зіграв вирішальну роль у його визволенні.
- «Тигр! Тигр!» — в цій частині розказується про навернення Мауглі до людського життя в ближньому селі й особливості перебування його там. Також оповідається, яким чином йому вдалося перемогти свого заклятого ворога Шер-Хана й повернення Мауглі до своєї зграї та рідних джунглів.

## Українські переклади
- Редьярд Кіплінг. Брати Мауглі: оповідання з життя дитини між звірями. Христофа Райсера Син, Видавниче Товариство «Дзвін» (Видання друге. Переклав Юр. Сірий). 234 с. Київ-Відень, 1920.
- Редьярд Кіплінг. Брати Мауглі: оповідання з життя дитини між звірями. Роман-газета, ч.1,2. Га-Іґ, Некарсульм, Накладом Української друкарні Га-Іґ (Переклад з англійської).
- Редьярд Кіплінг. Мауглі: з Книги Джунглів. Веселка (Малював Сергій Артюшенко). 202с. Київ, 1967.
- Редьярд Кіплінг. От так казки!. Свобода, Накладом Юрія Тищенка (Третє видання. Образки автора. Обкладинка Петра Холодного). Нью Йорк, 1952.
- Редьярд Кіплінг. От тобі сторійки. А. В. Кисілевського, Накладня Якова Оренштайна (Переклав Вас. Ткачкевич). 94с. Коломия, .
- Редьярд Кіплінг. Ріккі-Тіккі-Таві: Оповідання про хороброго мунґоса. Нашим дітям ОПДЛ (Переклад з англійської мови. Обкладинка роботи П. Андрусева. Ілюстрації репродуковані з англійського видання).
- Редьярд Кіплінг. Ріккі-Тіккі-Таві: Оповідання. Дитячої літератури УРСР. Київ, 1959.
- Редьярд Кіплінг. У селищі смерти. Заграва. Німеччина, 1962.
- Редьярд Кіплінг. Як і чому: казки. Веселка. 146с. 25 см. Київ, 1971.
- Редьярд Кіплінг. «Межичасся»: поетична білінґва. 304с. (упорядкування Володимира Чернишенка, вступне слово Максима Стріхи) Тернопіль. — Навчальна книга — Богдан", 2009.
- Ред'ярд Кіплінг. «Такі собі казки». 128с. (переклад Н.Дьомової, В.Чернишенка та І. Сав'юк) + аудіокнига (читає Юлія Броварна) Тернопіль. — Навчальна книга — Богдан", 2009.
- Ред'ярд Кіплінг. «Легенди з Книги Джунґлів». 144с. (переклад В.Чернишенка) + музичний диск (автор музики і виконавець Сергій Василюк) Тернопіль. — Навчальна книга — Богдан", 2011.
- Редьярд Кіплінґ. Такі самі оповідки. Переклад з англійської: Олекса Негребецький. Київ: Прудкий равлик, Темпора. 2012. 272 стор. ISBN 978-617-569-075-8

## Екранізація
За цим твором було відзнято мультимедійний фільм «Мауглі» (1989, автор сценарію і режисер М.Іллєнко).

## Екранізації

### Художні фільми
- Книга джунглів — американський художній фільм (1942)
- Книга джунглів — фільм виробництва США (1994).
- Книга джунглів — американський художній фільм (2016), римейк мультфільму 1967 року
- Книга джунглів: Початок — британський художній фільм (2018).

### Мультиплікаційні фільми
- Книга джунглів — мультфільм виробництва США (1967).
- Мауглі — радянський мультиплікаційний серіал (1967—1971) і повнометражний мультфільм на основі серіалу (1973)
- Книга джунглів 2 — мультфільм виробництва США (2003), сіквел мультфільму 1967 року.

## Виноски
1. ↑  Дія у "Білому тюлені" відбувається на островах Прибилова в Беринговому морі.